# Deák Kristóf
Deák Kristóf (Budapest, 1982. június 7. –) Oscar-díjas magyar filmrendező, vágó, forgatókönyvíró és filmproducer. A Mindenki című alkotás rendezője, amely 2017-ben elnyerte a legjobb élőszereplős rövidfilmnek járó Oscar-díjat.

## Életpályája
Édesanyja Ács Enikő énekesnő, francia-könyvtár szakos tanár, édesapja Deák Csaba faipari mérnök. Két húga van, Emese tervezőgrafikus és Bori is grafikus. Családjában sok a pedagógus. Gyermekkorában 7 évig zongorázott, aztán gimnazistaként basszusgitározott a Kockás fülű nyúl nevű rockzenekarban.
A Brassó Utcai Általános Iskolába járt, ahol rajztanára fedezte föl érzékét a filmezéshez és vitte be a videószakkörbe, majd egyik filmjét leadták a Magyar Televízió Videák című műsorában. Középiskolába az Apáczai Csere János Gimnáziumba járt. Érettségi után Budapesti Műszaki és Gazdaságtudományi Egyetem villamosmérnök szakán tanult, mert eleinte a hangmérnök szakma érdekelte, de később ez megváltozott. Ebben az időben az EstFM-en rádiós műsort is készített barátaival és visszatért a filmezés iránti régi vágya.
2006-ban végzett a Színház- és Filmművészeti Egyetem gyártásszervező szakán, ahol évfolyamtársai, Csillag Manó és Kovács Zoltán hatására tanult meg vágni. Tanulmányai során, így előbb a filmezés technikai és üzleti oldalával ismerkedett meg, de ahogy ismert hazai és külföldi szakemberek, például Goda Krisztina vagy Michael Kahn mellett dolgozott felismerte, hogy a vágást is nagyon meg kell tanulnia, hiszen a vágóasztalon dől el, hogy a filmből mi az, ami összeáll.
2009 óta él Angliában. Londonban a Westminster egyetemen végzett rendezői mesterszakot, ahol aztán két évig segédtanárként dolgozott. Elsősorban ott és Budapesten dolgozik saját filmes cégében. Sokáig szabadúszó vágó volt, 2014 óta rendező-forgatókönyvíróként dolgozik elsősorban, amikor is a Mindenki forgatókönyvével elnyerte a Nemzeti Média- és Hírközlési Hatóság Médiatanácsa Huszárik Zoltán-pályázat kisjátékfilmek és kísérleti filmek gyártásának támogatását. De ő rendezte 2011-ben a Hacktion első két évadjának tizenkét epizódját is. Második teljesen önálló kisjátékfilmje, az A legjobb játék – ami egy térfigyelő munkatárs lázadását követi nyomon – 2016-ban szintén elnyerte a Huszárik Zoltán-pályázaton a médiatanács támogatását.
Első teljesen önálló műve, melynek rendezője, forgatókönyvírója és producere is egyben, a Mindenki címet viseli. Ez az alkotása amellett, hogy többek között a lille-i Festival du Cinema Européen közönségdíját is elvitte, fődíjat nyert a tokiói rövidfilm-, és a chicagói gyerekfilmfesztiválon is, melyek által az alkotás nevezhetővé vált az Oscar-díjra, amit 2017-ben meg is kapott a legjobb élőszereplős rövidfilm kategóriában.
2017 júniusában az Oscar-díjakról döntő amerikai Filmművészeti és Filmtudományi Akadémia a tagjai közé hívta.
Az A legjobb játék című kisjátékfilmjét 2018. július 28-án az RTL Klub mutatja be.
Felesége Nina Kov koreográfus.

## Filmográfia
| Év        | Filmcím                                        | Ország        | Műfaj                         | Rendező, Forgatókönyvíró    | Vágó, vágó-, vágóstábasszisztens | Más                  |
| --------- | ---------------------------------------------- | ------------- | ----------------------------- | --------------------------- | -------------------------------- | -------------------- |
| 2004      | Még egyszer                                    | Magyarország  | rövid                         |                             |                                  | hang                 |
| 2004      | 2003 November                                  | Magyarország  | rövid                         |                             |                                  | hang, producer       |
| 2005      | München                                        | USA           | dráma, thriller               |                             | vágóstáb asszisztens             |                      |
| 2005      | Hatemelet tiszta üveg                          | Magyarország  | rövid                         |                             |                                  | producer             |
| 2005      | Csendélet hallal és más tragikus momentumokkal | Magyarország  | rövid, dráma                  |                             |                                  | producer             |
| 2006      | Szabadság, szerelem                            | Magyarország  | dráma, történelmi, romantikus | Goda Krisztina asszisztense |                                  | utómunka koordinátor |
| 2006      | Vadászat angolokra                             | Magyarország  | dráma, történelmi             |                             |                                  | felvételvezető       |
| 2007–2008 | Tűzvonalban                                    | Magyarország  | krimi, tévésorozat            |                             | vágóasszisztens (20 epizód)      |                      |
| 2007      | Megy a gőzös                                   | Magyarország  | vígjáték                      |                             | vágóasszisztens                  |                      |
| 2007      | Zuhanórepülés                                  | Magyarország  | akció, krimi, dráma           |                             | vágóasszisztens                  |                      |
| 2008–2009 | Született lúzer                                | Magyarország  | vígjáték tévésorozat          |                             | vágó (2 epizód)                  |                      |
| 2008      | Majdnem szűz                                   | Magyarország  | dráma                         |                             | vágóasszisztens                  |                      |
| 2008      | A hortobágy legendája                          | Magyarország  | dráma                         |                             | vágóasszisztens                  |                      |
| 2008      | Immigrants (L.A. Dolce Vita)                   | Magyarország  | animáció, vígjáték            |                             | vágóstáb                         |                      |
| 2008      | Kaméleon                                       | Magyarország  | drám, vígjáték, thriller      |                             | vágóstáb első asszisztens        |                      |
| 2009      | The Hunt                                       | UK            | rövid, mystery                |                             | vágó                             |                      |
| 2010      | Golf with a Shotgun                            |               | rövid, vígjáték, dráma        | rendező, forgatókönyvíró    |                                  | producer             |
| 2010      | Inaam                                          | Pakisztán     | rövid, dráma                  | rendezőasszisztens          |                                  |                      |
| 2010      | The Visit                                      |               | rövid, vígjáték, mystery      |                             | vágó                             |                      |
| 2010      | Fresh Suicide                                  |               | rövid, dráma                  |                             | vágó                             |                      |
| 2011–2012 | Hacktion                                       | Magyarország  | akció, dráma, tévésorozat     | rendező (12 epizód)         |                                  |                      |
| 2011      | Cross Your Fingers                             | USA           | rövid, dráma                  | rendezőasszisztens          | vágó (2 epizód)                  |                      |
| 2012      | Losing It                                      |               | rövid, dráma, romantikus      | rendező                     |                                  | szkript              |
| 2012      | The Boss                                       | UK            | rövid, vígjáték               | rendező                     | vágó                             |                      |
| 2013      | The UnDream                                    | UK            | rövid, vígjáték, fantasy      | rendezőasszisztens          | vágó                             |                      |
| 2013      | The Hummingbird                                | Spanyolország | rövid, életrajzi dráma        |                             | vágó                             |                      |
| 2014      | The Roof                                       | UK            | rövid, vígjáték, dráma        |                             | vágó                             |                      |
| 2015      | Beverley                                       | USA           | rövid, életrajzi dráma        |                             | vágó                             |                      |
| 2016      | Mindenki                                       | Magyarország  | rövid, dráma                  | rendező, forgatókönyvíró    |                                  | producer             |
| 2018      | A legjobb játék                                | Magyarország  | rövid, sci-fi                 | rendező, forgatókönyvíró    |                                  |                      |
| 2019      | Foglyok                                        | Magyarország  | televíziós filmdráma,         | rendező                     |                                  |                      |
| 2022      | Az unoka                                       | Magyarország  | filmdráma, thriller           | rendező                     |                                  |                      |

## Díjai, elismerései
- Közönségdíj – 32. Lille Európai Filmek Fesztiválja (Mindenki, 2016)[15]
- Közönségdíj – Lanzarote Nemzetközi Filmfesztivál (Mindenki, 2016)[16]
- Közönségdíj (a legjobb rövidfilmnek járó People’s Choice Award) – torontói TIFF Kids filmfesztivál (Mindenki, 2016)[16]
- Daazo.com különdíj – Budapest Friss Hús Fesztivál (Mindenki, 2016)[17]
- Nemzetközi kisjátékfilm-kategória fődíja és a fesztivál nagydíja[m 1][20] – Short Shorts Ázsiai Rövidfilm Fesztivál Tokió (Mindenki, 2016)
- Közönségdíj – Sapporo Shortsfest, Japán (Mindenki, 2016)[21]
- Legjobb kisjátékfilm[m 1] – Chicago Nemzetközi Gyerekfilm Fesztivál (Mindenki, 2016)[22]
- Legjobb kisjátékfilm – Olympia Nemzetközi Gyermek és Ifjúsági Filmfesztivál, Görögország (Mindenki, 2016)[23]
- Legjobb kisfilm, 2. hely – Interfilm KUKI + TeenScreen Berlin (Mindenki, 2016)[24]
- Friss Hús rövidfilmfesztivál – Lovas Nándor-díj (A legjobb játék – a pitchfórum legjobb filmterve, 2016)[17]
- Oscar-díj a legjobb élő szereplős rövidfilmnek (Mindenki, 2017)[7][25][26]
- Balázs Béla-díj (2017)[27]
- Arany Medál-díj (2022)[28]